# المسيجيد
المسيجيد مركز تابع لمحافظة بدر إحدى محافظات منطقة المدينة المنورة في المملكة العربية السعودية، وتعد من أقدم القرى على طريق مكة القديم وقد كانت تعرف قديما «المنصرف» وتبعد عن المدينة المنورة قرابة 85 كم وعن مركز بئر الروحاء 10 كم. تضم العديد من الجهات الحكومية والخيرية والتعاونية أهمها «المكتب التعاوني بالمسيجيد» الذي تأسس عام 1423 هـ.

## الموقع
تقع قرية المسيجيد في الجزء الشمالي الشرقي من محافظة بدر بين مجموعة من الجبال بين خطي 38و 35 شرقاً، ودائرتي عرض 23.5 و25 شمالاً، وتبعد عن المدينة المنورة – على ساكنها أفضل السلام – 80 كيلو، على الطريق الموصل بين المدينة المنورة ومدينة ينبع، ويسودها المناخ الصحراوي المميز لمنطقة الحجاز، حيث أمطارها موسمية.

## التاريخ وأصل التسمية
لها أسماء كثيرة منها مربط الغزال مر بها الرسول صلى الله عليه وسلم، ووردت في كتب السير وكتب التاريخ حيث كتب عنها ياقوت الحموي في معجم البلدان، وكذلك ذكرت في كتاب معجم معالم الحجاز (في الجزء الثامن ص 160) حيث ذكر أنها مسجد، ونسبت إلى مسجد صغير في طرف البلدة من الشمال في مصب شعب معروف هناك وهذا المسجد نسب إلى الرسول صلى الله عليه وسلم وذكر أيضا أنها كانت تعرف باسم المنصرف على الطريق السلطاني لمكةالمكرمة.
وتعتبر المسيجيد من أقدم الهجر التي أنشأها الملك عبد العزيز بن عبد الرحمن آل سعود - رحمه الله - بعد توحيده للمملكة العربية السعودية وأوّل أميرا قام بتعيينه لهجرة المسيجيد هو الشيخ عوّاد بن عبد الله بن سلمي الحجيلي الحربي -رحمه الله- ومازالت رئاسة بلدة المسيجيد في نسل الشيخ عواد الحربي.
وأسس الشقيقان؛ علي وعثمان حافظ، أول مدرسة نظامية في بادية الحجاز، في قرية المسيجيد تحديداً في شوال 1365/ سبتمبر 1946، أطلقا عليها اسم مدرسة (الصحراء).
كما تعتد من أوائل القرى التي أنشئ بها مركز للبرقيات في عهدالملك الملك عبد العزيز آل سعود، وقد اهتمت الحكومة السعودية بالمسيجيد منذ القدم، ودليل ذلك إنشاء بعض الإدارات الحكومية بها، فعلى سبيل المثال لا الحصر أنشئ مركز للبريد عام 1353هـ الموافق (1933) ومركز الشرطة في عام 1363هـ (1943)
وفي عام 1423 هـ انشأ صديق بن عويش المحمادي «المكتب التعاوني للدعوة والإرشاد وتوعية الجاليات بمركز المسيجيد» كأول جهة خيرية في المركز.

## المساحة والسكان
تبلغ مساحته (637 كم2)، وتمثل 7,75% من مساحة المحافظة، ويأتي في المرتبة الثالثة. ويبلغ عدد سكانه (3400) نسمة، ويأتي في المرتبة الثانية على مستوى المحافظة.

## المسيجيد حديثاً
شمل قطار التنمية الذي عم المملكة العربية السعودية في عداد المدن والقرى التي نعمت بالأمن والأمان فازدهرت بها ثمار التنمية في كافة المجالات، حيث نلاحظ وجود المدارس للبنيين والبنات ووجود بعض الإدارات الحكومية، وعمدتها السابق هو الشيخ محمد علي بن سعيد الحجيلي الذي كان له دور كبير للسعي في وصول الخدمات (الهاتف، الكهرباء والطرق) للمسيجيد.
تعتبر المنفذ الوحيد جغرافيا بين الجبال التي تقع غرب المدينة المنورة الذي كان موقعاً مهماً خاصة للقوافل التي تصل المدينة بالبحر الأحمر وطريق قوافل [الحجاج] إلى مكة عبر مئات السنين.

## أبرز الخدمات والادارت الحكومية
- البلدية
- مؤسسة البريد
- مركز الشرطة
- شركة الكهرباء
- شركة تحلية المياه
- الهلال الاحمر السعودي
- الدفاع المدني
- مركز صحي
- الامارة
- مبنى إدارة امن الطرق
- مدرسة البنين الابتدائية الصحراء
- مدرسة البنين الابتدائية رافع بن المعلاء
- مدرسة البنين المتوسطة لسان الدين الخطيب
- مدرسة البنين الثانوية زيد بن الخطاب
- مدرسة البنات الابتدائة الأولى
- مدرسة البنات الابتدائية الثانية
- مدرسة البنات المتوسطة والثانوية
- المكتب التعاوني بالمسيجيد[5]